# Крістіан Нодал
Крістіан Хесус Гонсалес Нодал (11 січня 1999, Каборка, Сонора) — мексиканський співак і автор пісень. Його перший сингл «Adiós amor», що вийшов у 2016 році під звукозаписом Fonovisa, отримав понад 910 мільйонів переглядів на YouTube, після чого його почали згадувати в різних ЗМІ в Мексиці та США.   

## Біографія
Крістіан Нодал брав участь у дитинстві та юності у кількох дитячих ігрових змаганнях, здобувши перші місця. У віці 14 років, навчаючись у навчальній системі Муньос Кампус Каборка, він вирішив переїхати до порту Мазатлан ( Сіналоа ). Пізніше він переїхав до міста Енсенада (Баджа Каліфорнія), де закінчив свій перший семестр середньої школи. У вихідні він даватиме концерти Мексикалі . У нього є родина, повна музикантів, у його сім'ї всі співають або всі вони грають на інструменті, як його двоюрідний брат Хосе Нодаль Хіменес, який є частиною його гурту і є головним трубачем. Її батько Хайме Гонсалес є продюсером власного лейблу JG MUSIC, її мати Сільвія Крістіна Нодаль Хіменес є її менеджером; Він також найстарший серед своїх братів Амелі Гонсалес Нодал і Хайме Алонсо Гонсалес Нодал. 
Походить із інтегрованої родини музикантів та співаків. У віці 13 років він виявив, що він має можливість складати пісні, і вирішив передати свої почуття словами та перетворити їх на пісні, що сталися, Те Фалле є предметом його авторства і була однією з тем, про яку він став відомим у соціальні мережі. 
У 2017 році він випустив свій перший офіційний сингл та відео Adiós Amor. 
У 2019 році він випустив свій другий альбом NOW, де він більш тонко продемонстрував надзвичайний успіх. Мексиканський Крістіан Нодал зумів працювати і співпрацювати з великими колумбійськими діячами, такими як Хуанес з нещодавно випущеною "Текілою", Себастьян Ятра з піснею "Esta Noche", що належить його альбому " Ahora" (2019), Piso 21 з "Pa 'Olvidarme de Ella" де міська та ранчера трохи злилися, Джессі Урібе, який дав 2 пісні на свій альбом Ahora "El Dolor Con El Licor" та "Juro Por Esta", а також Малума з піснею "Perdón", яка вийде ця нинішній 2020 рік. 